# Rhynchotropis
Rhynchotropis là một chi thực vật có hoa thuộc họ Fabaceae. Nó thuộc phân họ Faboideae.

## Các loài
- Rhynchotropis curtisiae
- Rhynchotropis dekindtii
- Rhynchotropis marginata
- Rhynchotropis poggei
- Rhynchotropis praecox